# Toda-Gitter
Das Toda-Gitter, benannt nach Morikazu Toda, ist ein einfaches Modell eines eindimensionalen Kristalls in der Festkörperphysik. Es modelliert eine lineare Kette von Teilchen, in der nur nächste Nachbarn miteinander wechselwirken, durch die zugehörige Bewegungsgleichung:
{\displaystyle {\begin{aligned}{\frac {\mathrm {d} }{\mathrm {d} t}}p(n,t)&=e^{-\left(q(n,t)-q(n-1,t)\right)}-e^{-\left(q(n+1,t)-q(n,t)\right)}\\{\frac {\mathrm {d} }{\mathrm {d} t}}q(n,t)&=p(n,t).\end{aligned}}}
Dabei ist
- {\displaystyle p(n,t)} der Impuls des {\displaystyle n}-ten Teilchens (die Masse ist hierbei normiert zu {\displaystyle m=1})
- {\displaystyle q(n,t)} die Auslenkung des Teilchens aus der Ruhelage.

Das Toda-Gitter ist ein Beispiel eines vollständig integrablen Systems mit Solitonenlösungen. Um das zu sehen, verwendet man Flaschka-Variablen
{\displaystyle {\begin{aligned}a(n,t)&={\frac {1}{2}}\cdot {\rm {e}}^{-\left(q(n+1,t)-q(n,t)\right)/2}\\b(n,t)&=-{\frac {1}{2}}\cdot p(n,t)\end{aligned}}}
in denen das Toda-Gitter gegeben ist durch:
{\displaystyle {\begin{aligned}{\frac {\mathrm {d} }{\mathrm {d} t}}a(n,t)&=a(n,t)\cdot {\Big (}b(n+1,t)-b(n,t){\Big )}\\{\frac {\mathrm {d} }{\mathrm {d} t}}b(n,t)&=2\cdot {\Big (}a(n,t)^{2}-a(n-1,t)^{2}{\Big )}\end{aligned}}}
Dann kann man nachrechnen, dass das Toda-Gitter äquivalent ist zur Lax-Gleichung:
{\displaystyle \Leftrightarrow {\frac {\mathrm {d} }{\mathrm {d} t}}L(t)=[P(t),L(t)]}
Hierbei bezeichnet {\displaystyle [P,L]=PL-LP} den Kommutator zweier Operatoren {\displaystyle L} und {\displaystyle P}. Diese, das Lax-Paar, sind lineare Operatoren im Hilbertraum der quadratsummierbaren Folgen {\displaystyle \ell ^{2}(\mathbb {Z} )}, die gegeben sind durch:
{\displaystyle {\begin{aligned}L(t)f(n)&=a(n,t)f(n+1)+a(n,t)f(n-1)+b(n,t)f(n)\\P(t)f(n)&=a(n,t)f(n+1)-a(n,t)f(n-1)\end{aligned}}}
Insbesondere kann das Toda-Gitter mithilfe der inversen Streutransformation (IST) für den Jacobi-Operator {\displaystyle L} gelöst werden. Das zentrale Ergebnis besagt, dass sich beliebige, genügend stark abfallende Anfangsbedingungen asymptotisch für große Zeiten {\displaystyle t} in eine Summe von Solitonen und einen abklingenden dispersiven Anteil aufteilen.